# Сонгве (регіон)
Сонгве (суах. Mkoa wa Songwe, англ. Songwe Region) — один з 31 регіону Танзанії. Регіон створений 29 січня 2016 року з західної частини регіону Мбея.
Площа 27 656 км², за переписом на серпень 2012 року його населення становило 998 862 осіб. Адміністративний центр регіону — місто Ввава.

## Географія
Регіон Сонгве межує з Замбією і Малаві на півдні: Тундума є основним пунктом в'їзду в Замбію, а Ісонголе є основним пунктом в'їзду в Малаві. Сонгве також межує з танзанійськими регіонами Руква та Катаві на заході, Табора на півночі і Мбея на сході. Озеро Руква є головною водоймою в західній частині регіону.

## Адміністративний поділ
Комісаром регіону Сонгве є бригадний генерал Нікодемус Еліас Мванжела, призначений на посаду 1 серпня 2018 року.
Адміністративно регіон поділений на 5 округів:
- місто Тундума,
- Ільє,
- Мбізі,
- Момба,
- Сонгве.

## Демографія
Органи місцевого самоврядування районів, які в даний час входять в регіон Сонгве, повідомили, що за результатами перепису 2012 року загальна чисельність населення склала 998 862 осіб, 46 % з яких були молодше 15 років. Ті ж райони повідомили, що згідно з результатами перепису 2002 року чисельність населення становила 723 480 осіб, таким чином щорічний приріст населення склав 3,2 % в період з 2002 по 2012 рік. 2017 року населення регіону оцінювалось на рівні 1 176 667 осіб. 2002 року в містах було 60 377 жителів, а 2012 року — 211 537, або 21,2 % населення регіону, тобто за 10 років число городян збільшилася на 250,4 %. Основними етнічними групами регіону є ньїха, ньямванга, ндалі, бунгу і ламбйа. Інші етнічні групи — кімбу, ньякуса, кінга, сафва,
сукума, бена і наньяла.

## Економіка
Основними видами економічної діяльності в регіоні Сонгве є сільське господарство і рибальство. Культивовані культури включають рис, кукурудзу, каву, кунжут, соняшник, боби і сорго. Масаї і сукума практикують скотарство. 2016 року валовий внутрішній продукт регіону був попередньо оцінений в 1888,3 млрд. танзанійських шилінгів.

## Транспорт
Через міста Ввава і Тундума у південній частині регіону Сонгве проходять автодорога Танзам і залізниця TAZARA. 